# ایمی (میسوری)
اِیمی (به انگلیسی: Amy) یک منطقهٔ مسکونی در ایالات متحده آمریکا است که در شهرستان هوول، میزوری واقع شده‌است. ایمی ۳۶۰٫۸۹ متر بالاتر از سطح دریا قرار دارد.